# 7 a. C.
El año 7 a. C. fue un año común comenzado en sábado o domingo (las fuentes difieren) del calendario juliano. También fue un año común comenzado en jueves del calendario juliano proléptico. En aquella época, era conocido como el Año del consulado de  Nerón y Piso (o menos frecuentemente, año 747 Ab urbe condita).

## Acontecimientos
- Tiberio Claudio Nerón y Cneo Calpurnio Pisón son cónsules romanos.
- En Judea, el rey Herodes I el Grande ordena la ejecución de sus hijos Alejandro y Aristóbulo.
- 13 de noviembre: en todo el norte de China se registra un terremoto que deja 415 víctimas.
- La población mundial se estima en 250 millones de personas.

## Nacimientos
- Posible año de nacimiento de Jesús de Nazaret (entre 7 a. C. y 4 a. C.). La fecha de nacimiento de Jesús probablemente no fue en Navidad como se celebra. Algunos consideran que fue en septiembre, mientras otros apuntan a un día de primavera.

## Fallecimientos
- Dionisio de Halicarnaso, filósofo griego.